# Isthmohyla tica
Isthmohyla tica es una especie de anfibios de la familia Hylidae.
Habita en Costa Rica y el oeste de Panamá. Su rango altitudinal oscila entre 1100 y 1650  m s. n. m..
Sus hábitats naturales son los montanos secos y los ríos. Está amenazada de extinción por la destrucción de su hábitat natural.